# Ful medames

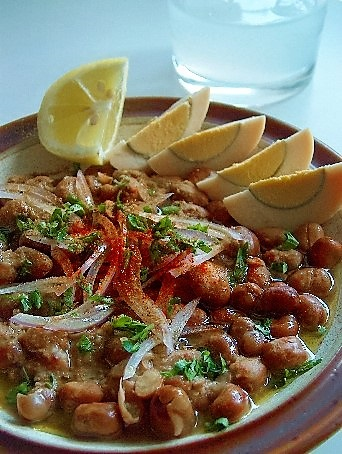
Ful medames serverat med lök, ägg och grönsaker.

Ful medames [fuːl meˈdæmmes] , även foul medames, (bönstuvning) är en maträtt i Mellanöstern, Nordafrika, Sudan, Egypten och i Afrikas horn som huvudsakligen består av kokta bondbönor. Rätten, som till utseende och konsistens påminner om svenska bruna bönor, ätes oftast som frukost eller lunch tillsammans med hummus och pitabröd.
I olika delar av arabvärlden finns olika variationer av foul. I Irak, exempelvis, tillagar man det med bröd och ägg i ugn, medan man i Egypten oftast äter de kokta och mosade bönorna, smaksatta med salt, saften från en pressad citron och olivolja, i ett pitabröd tillsammans med tahini. Gemensamt för dessa länder är att rätten äts tillsammans med arabiskt pitabröd. 
Foul är basföda för många människor och serveras ofta med torshi (pickles) och oliver.